# Moulin de la Mousquère
Le moulin de la Mousquère est un moulin hydraulique, situé dans la commune de Sailhan dans le département des Hautes-Pyrénées en région Occitanie.

## Toponymie
En occitan, mousquère signifie un lieu à mouche qui est un terme utilisé pour un endroit ventilé et frais qui permet aux bêtes de lutter contre les mouches.

## Géographie
Le moulin est situé à mi-chemin entre Sailhan et Estensan au bord de la route départementale D 25 dite route du col d'Azet, positionné le long du ruisseau de la Mousquère qui prend sa source dans le massif du Lustou.

## Hydrographie
Le moulin est alimenté par le ruisseau de la Mousquère.  L’eau du ruisseau est déviée par un canal d’amenée qui la conduit sur le rouet avant d’être restituée au torrent.

## Histoire
Le moulin est attesté au XVIIe siècle mais son exploitation remonte au XIIe siècle.
  
Le 31 janvier 1962, le seigneur d’Estensan le vend aux communautés de Sailhan et d’Estensan. En 1813 il fut racheté pour le céder trois ans plus tard à un groupement de paysans.
   
Le moulin cessa de fonctionner en 1960 puis abandonner il tomba en ruine. Dans les années 2000 il fut réhabilité.

## Architecture
Le bâtiment simple rectangulaire sans ouvertures est divisé en deux parties :
  
La chambre des meules, avec la partie haute du mécanisme (trémie, auget, meules).
  
Et la chambre d’eau où se trouve le rouet disposé horizontalement, comme dans tous les moulins de montagne

Sélection de vues du moulin.
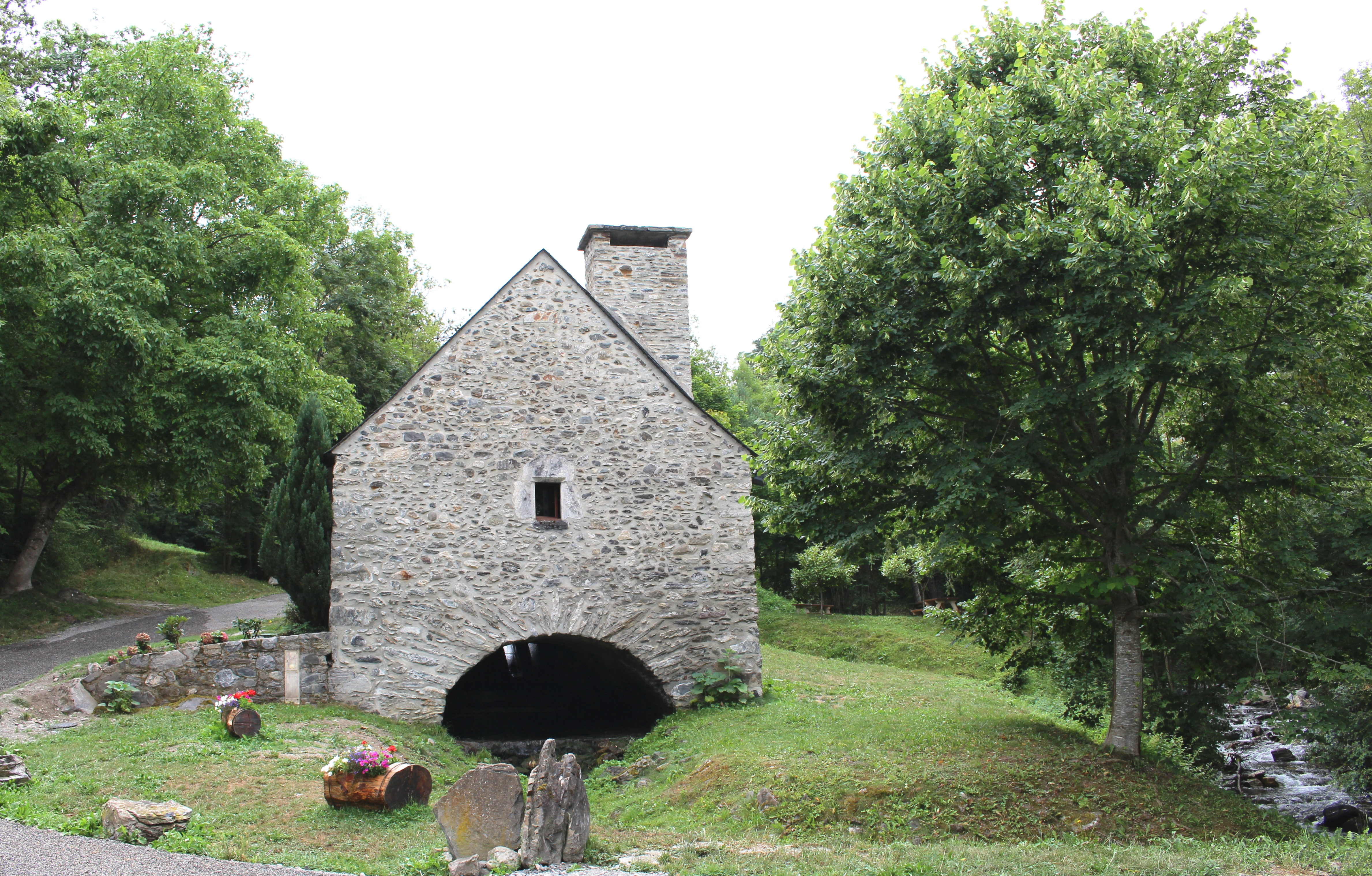
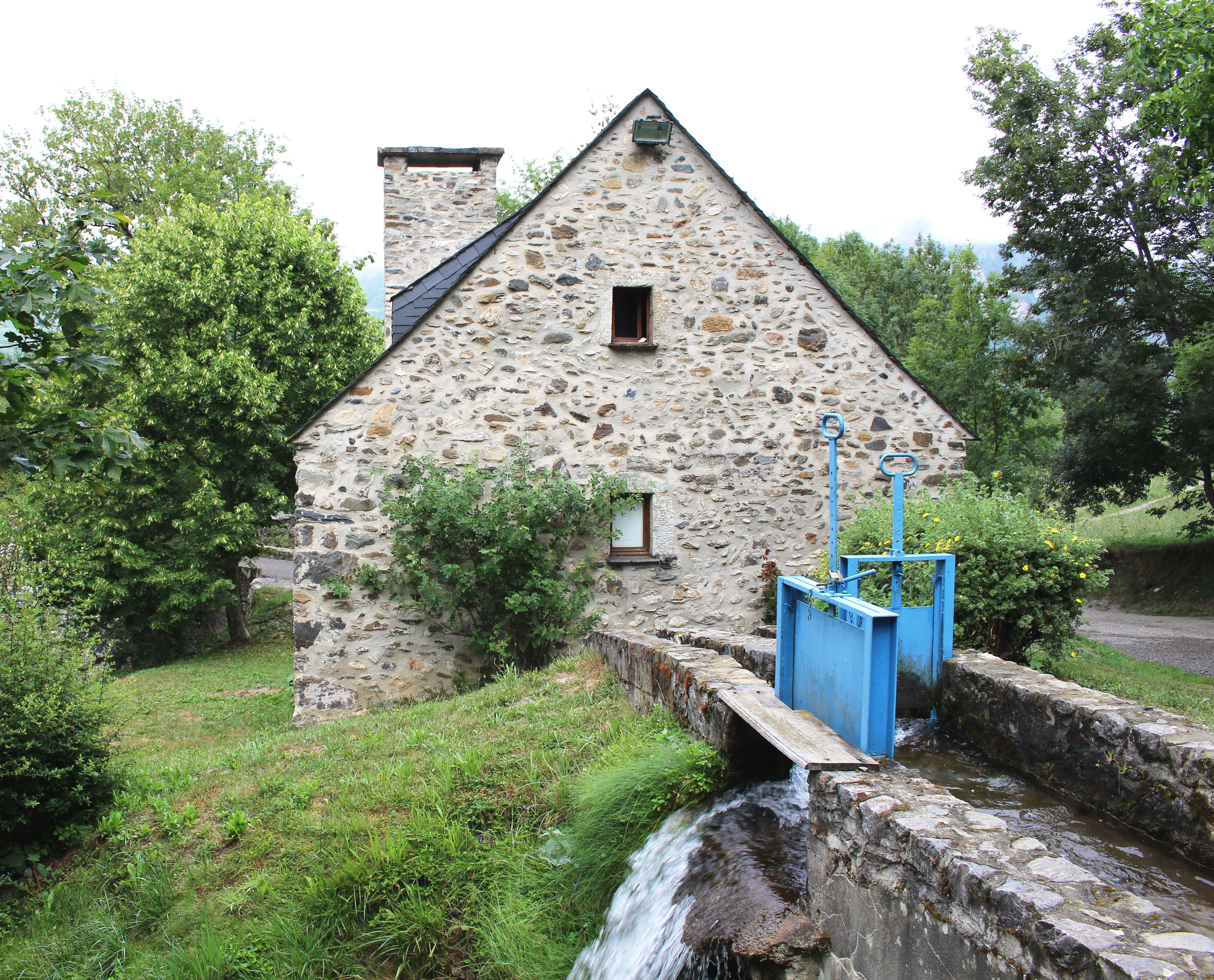
Le canal d'amenée.
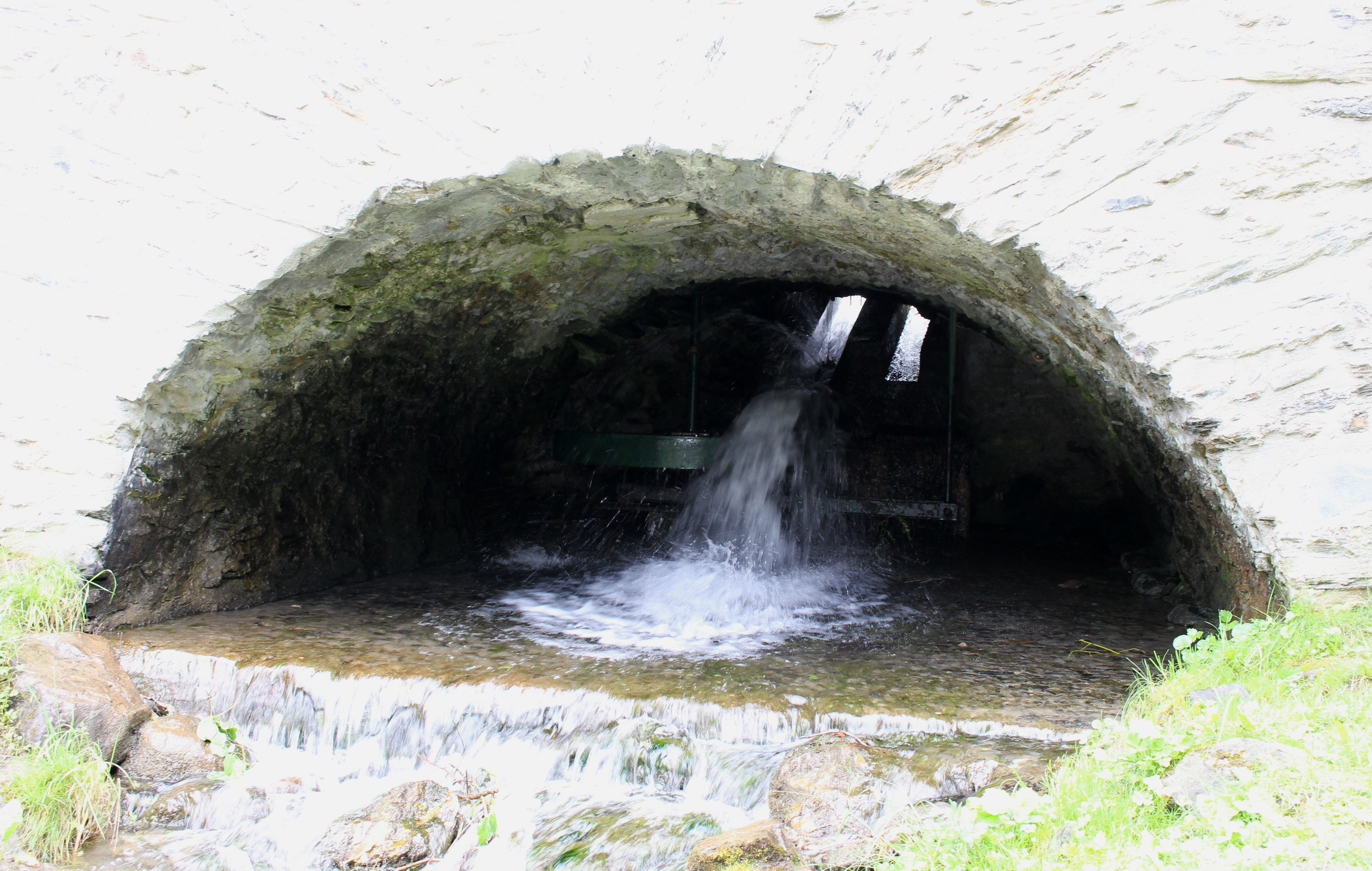
Le rouet.
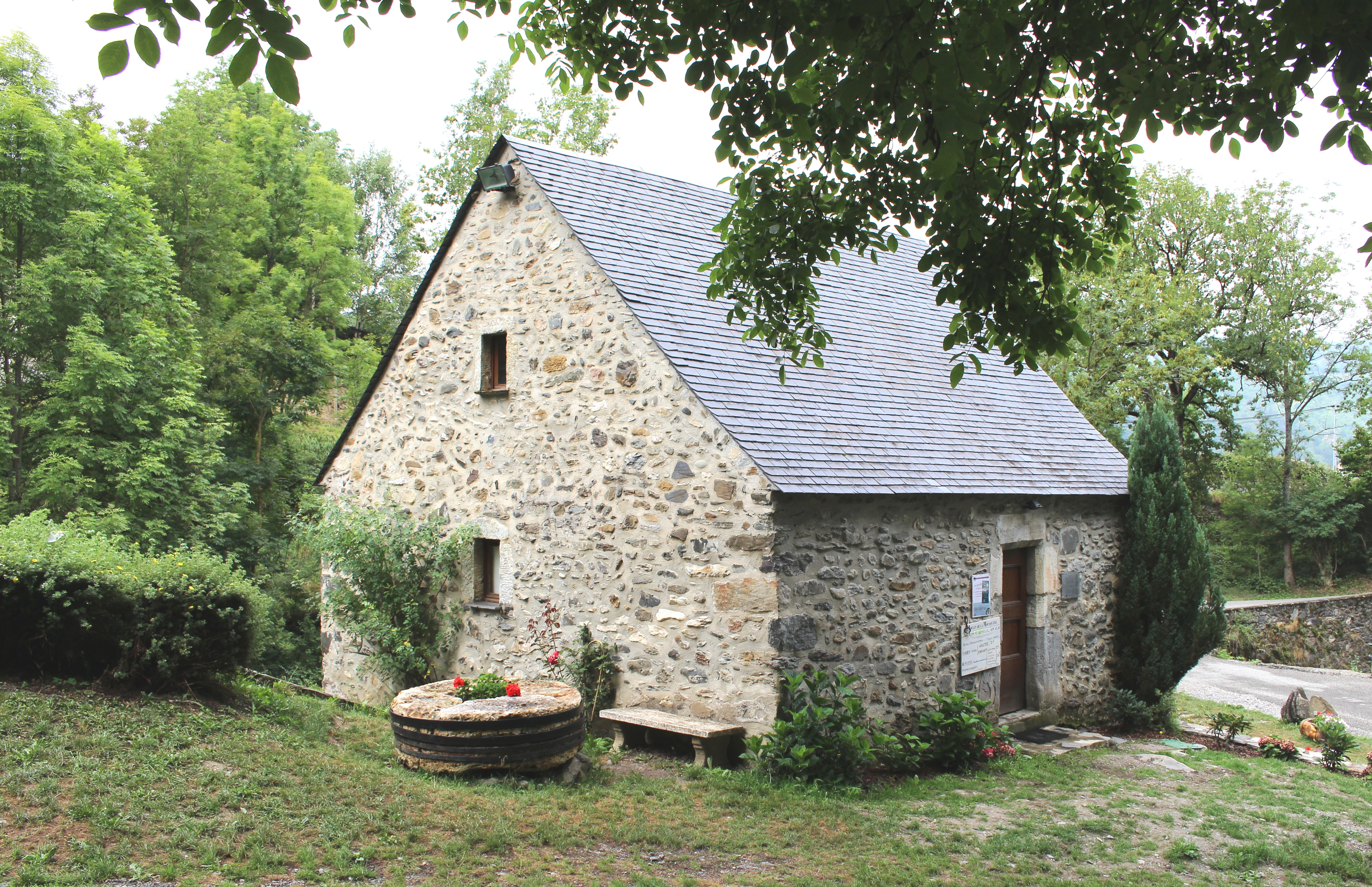